# Lac-réservoir de Sau
Le lac-réservoir de Sau où barrage de Sau est un lac de barrage situé sur le fleuve Ter, créé par un barrage situé dans la municipalité de Vilanova de Sau.

## Situation
Il est situé au pied du massif des Guilleries et s'étend à travers les communes de Vilanova de Sau, Les Masies de Roda, Tavertet et L'Esquirol, dans la comarque d'Osona.

## Utilisation
Avec les barrages de Susqueda (ca) et de Pasteral (ca), il fait partie d’un système de trois lacs-réservoirs qui relie la comarque d'Osona à celle de La Selva et dont la fonction est de réguler le fleuve Ter pour l'approvisionnement en eau des zones métropolitaines de Barcelone, Gérone et de la Costa Brava, ainsi que de la stratification des inondations afin de les éviter, et la production d'énergie hydroélectrique. On y pratique également des sports nautiques.

## Caractéristiques
Le lac mesure 17 km de long et 3 km de large, avec une capacité maximale de 177 hm3. 
L'écluse mesure 260 mètres de long et 75 mètres de haut, et dispose d'une puissance électrique installée de 55 MW pour une production annuelle de 85 GWh.

## Historique
Le réservoir qui a commencé à être planifié en 1931, a été construit de 1947 à 1963.
Il recouvert le village de Sant Romà de Sau, dont les vestiges, en particulier le clocher de l'église romane du XIe siècle, sont visibles lorsque le niveau de l’eau du barrage est bas. L’église de Sant Romà est considérée comme la plus ancienne église du monde qui soit conservée debout dans l'eau, comme le confirme une étude promue par l'entité internationale des records du monde Record du monde officiel avec la collaboration d'un groupe de recherche de l'Université de Barcelone en 2021.

### Sécheresse de 2023
Au début du mois de mars (ca) 2023, le réservoir a atteint des niveaux records proches de 10 %. L'Agence catalane de l'eau (ca) a décidé d'ouvrir les vannes pour faire passer le plus d'eau potable possible à Susqueda.

### Dans la culture
Le documentaire Sau: la memòria submergida (en français : la mémoire submergée) réalisé par Ot Burgaya est sorti en 2024.

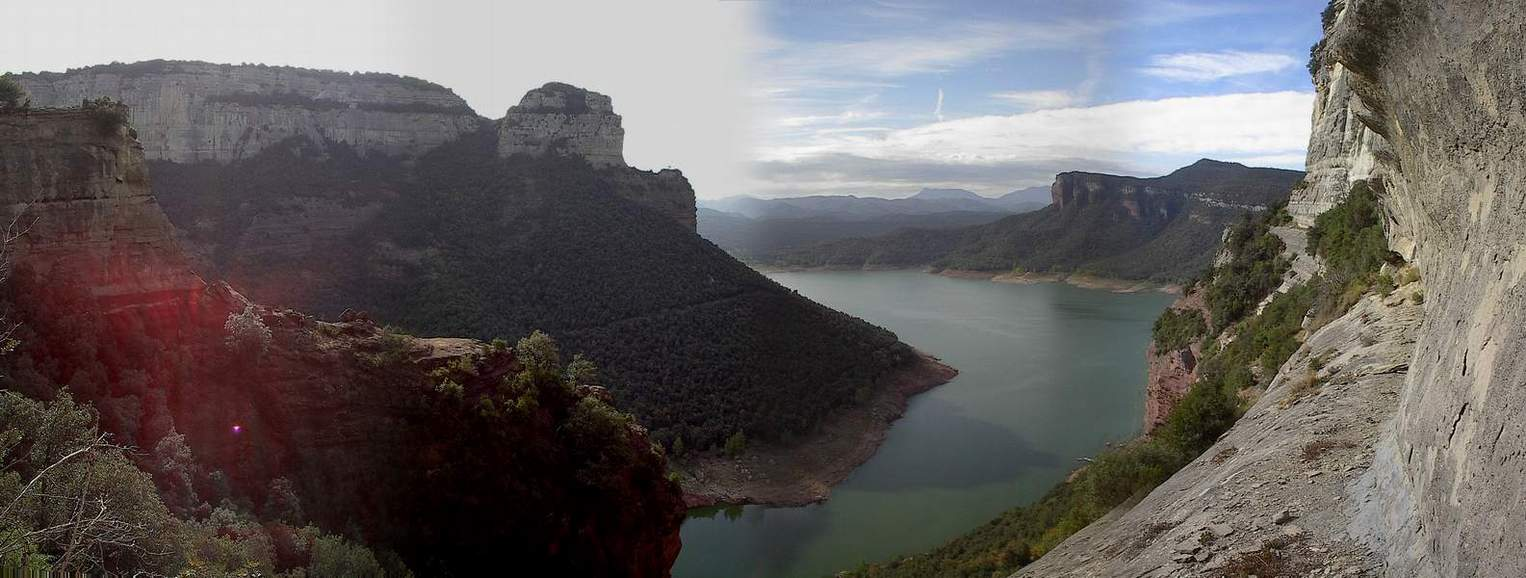
Le lac et le Puig de la Força (ca), à Tavertet, depuis la route en 2000
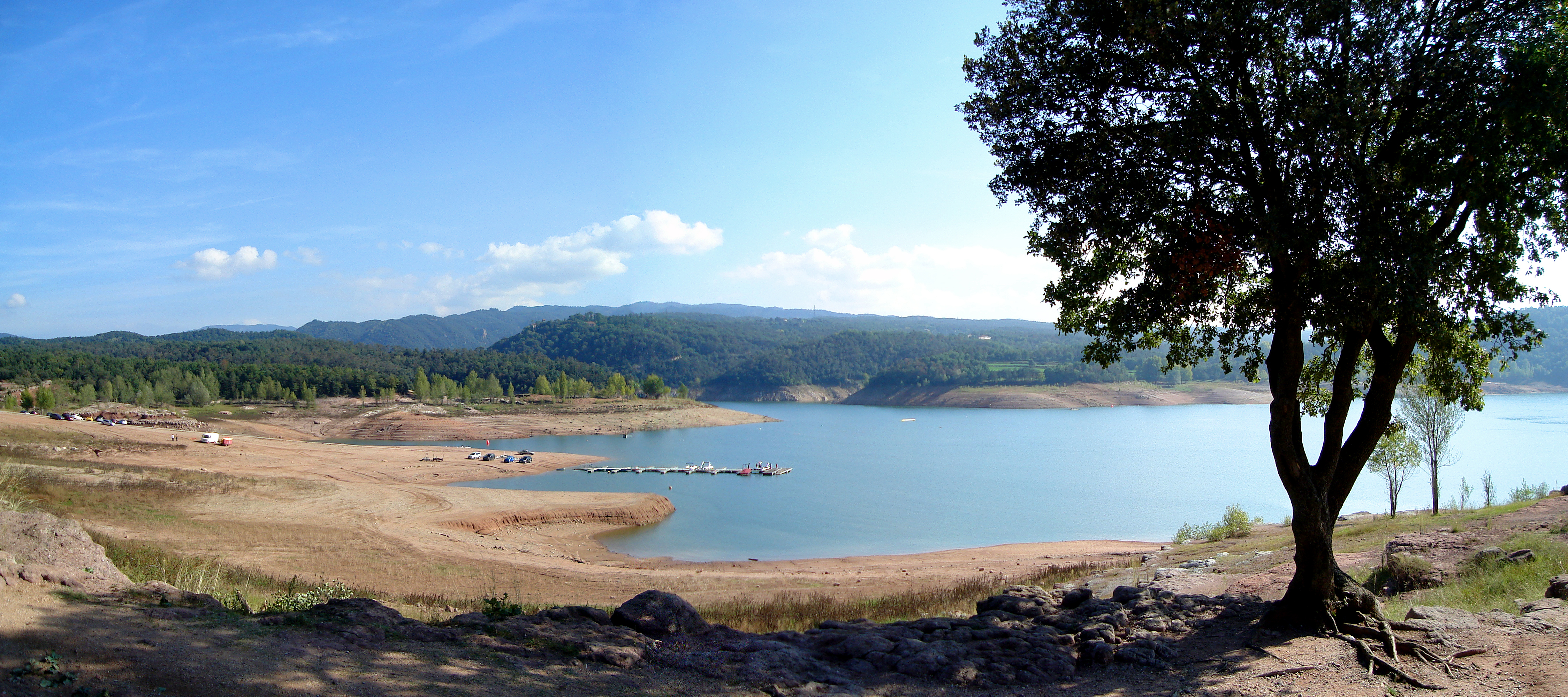
Vue panoramique du lac en octobre 2007
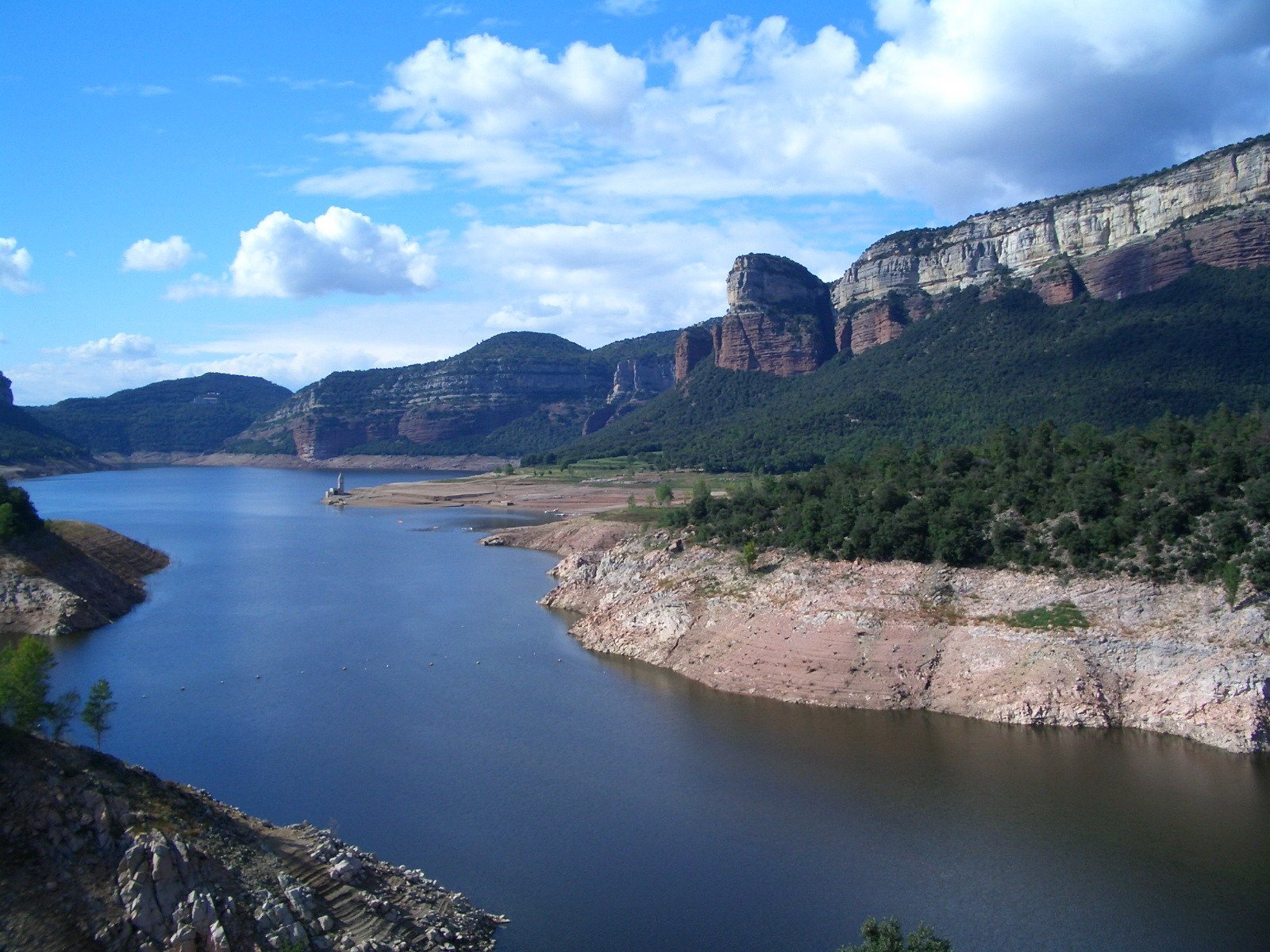
Vue panoramique du lac en septembre 2005, avec l'église de Sant Romà de Sau
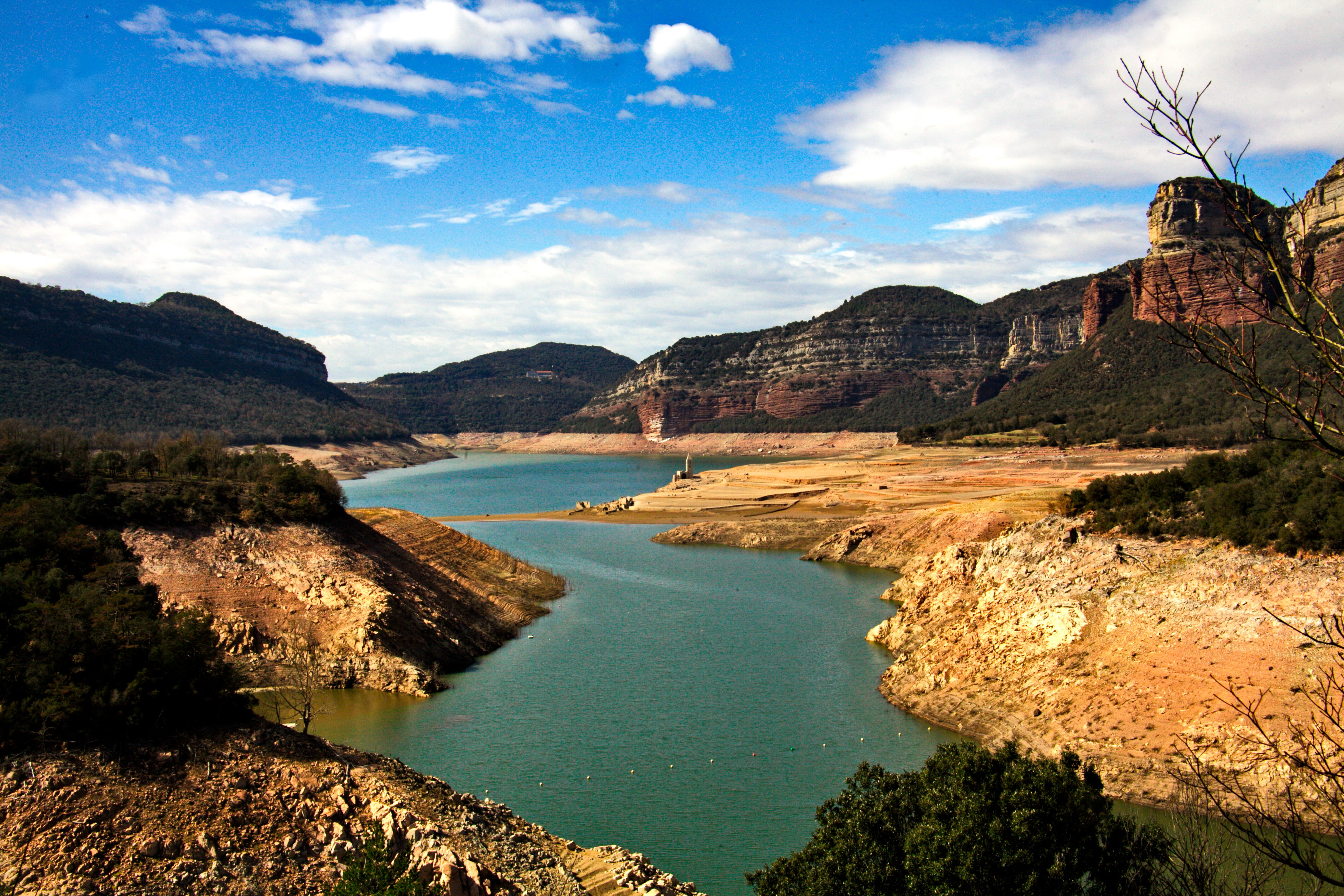
Vue panoramique du lac rempli à 13% le 11 mars 2023, avec l'église de Sant Romà de Sau

- Église de Sant Romà de Sau

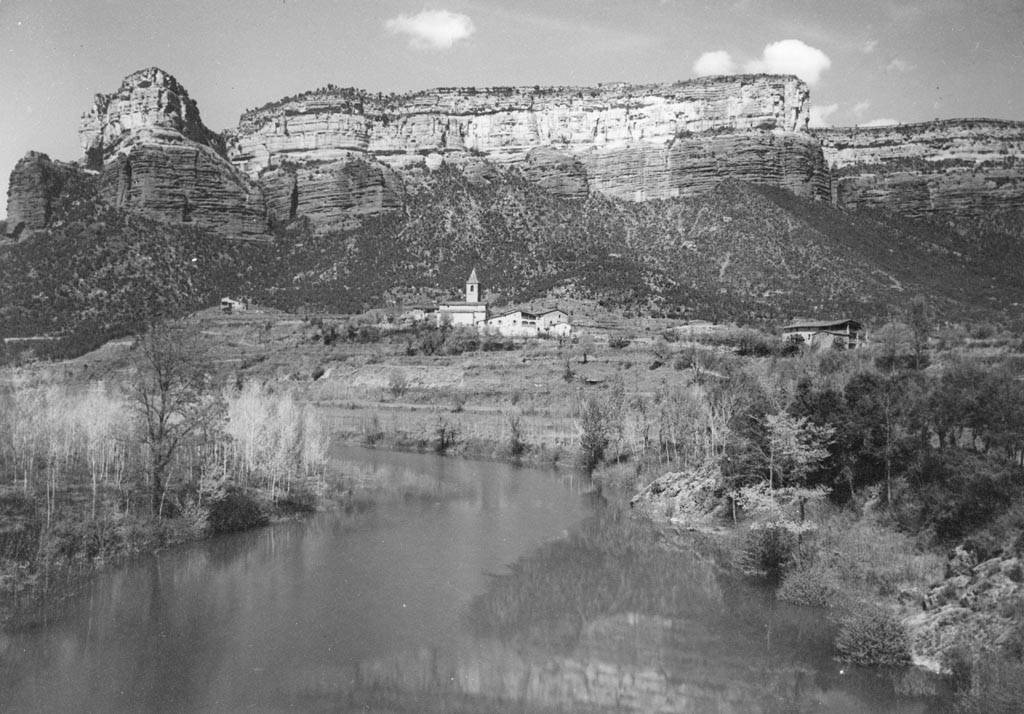
Entre 1914 et 1936
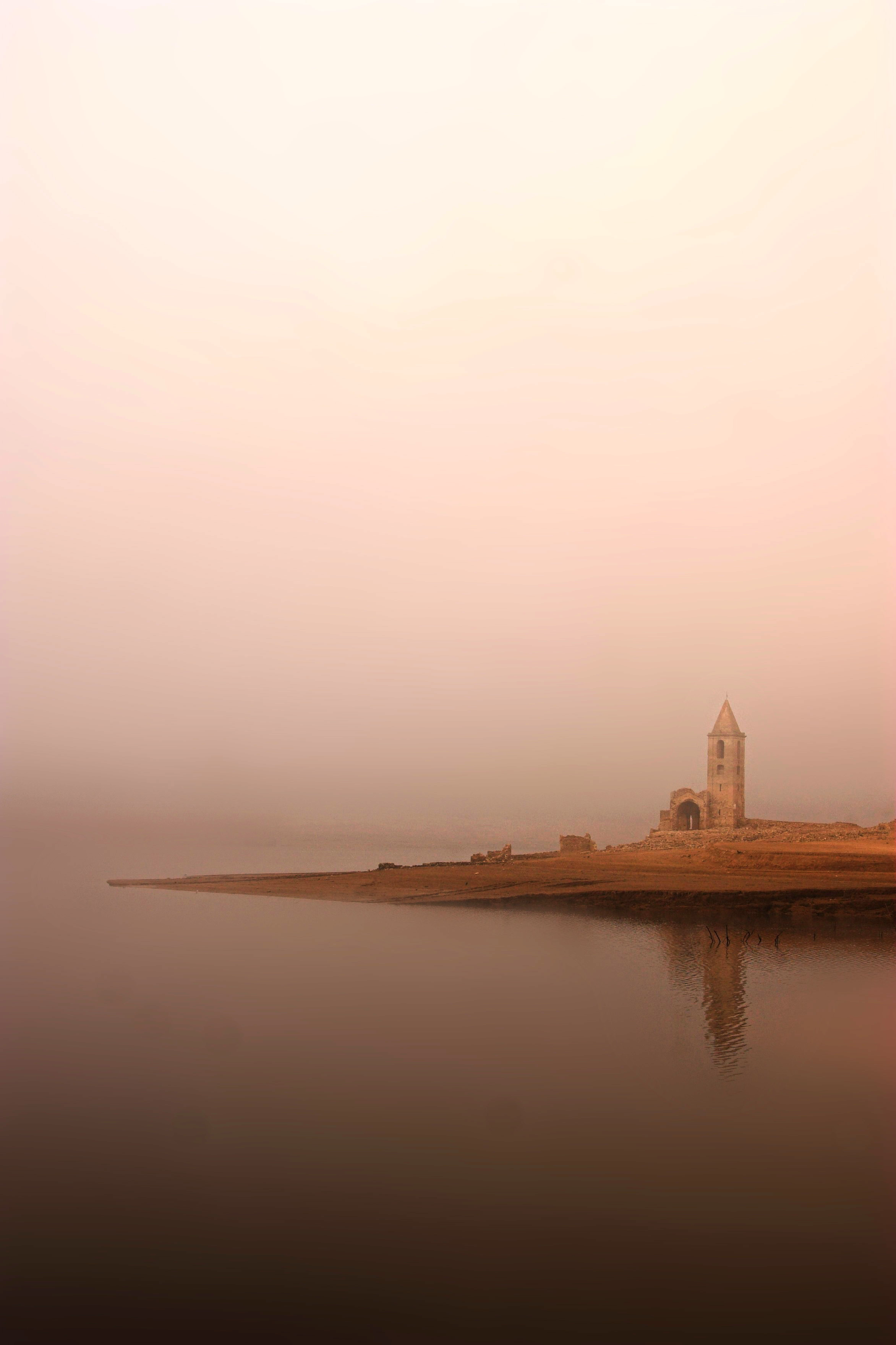
En décembre 2007
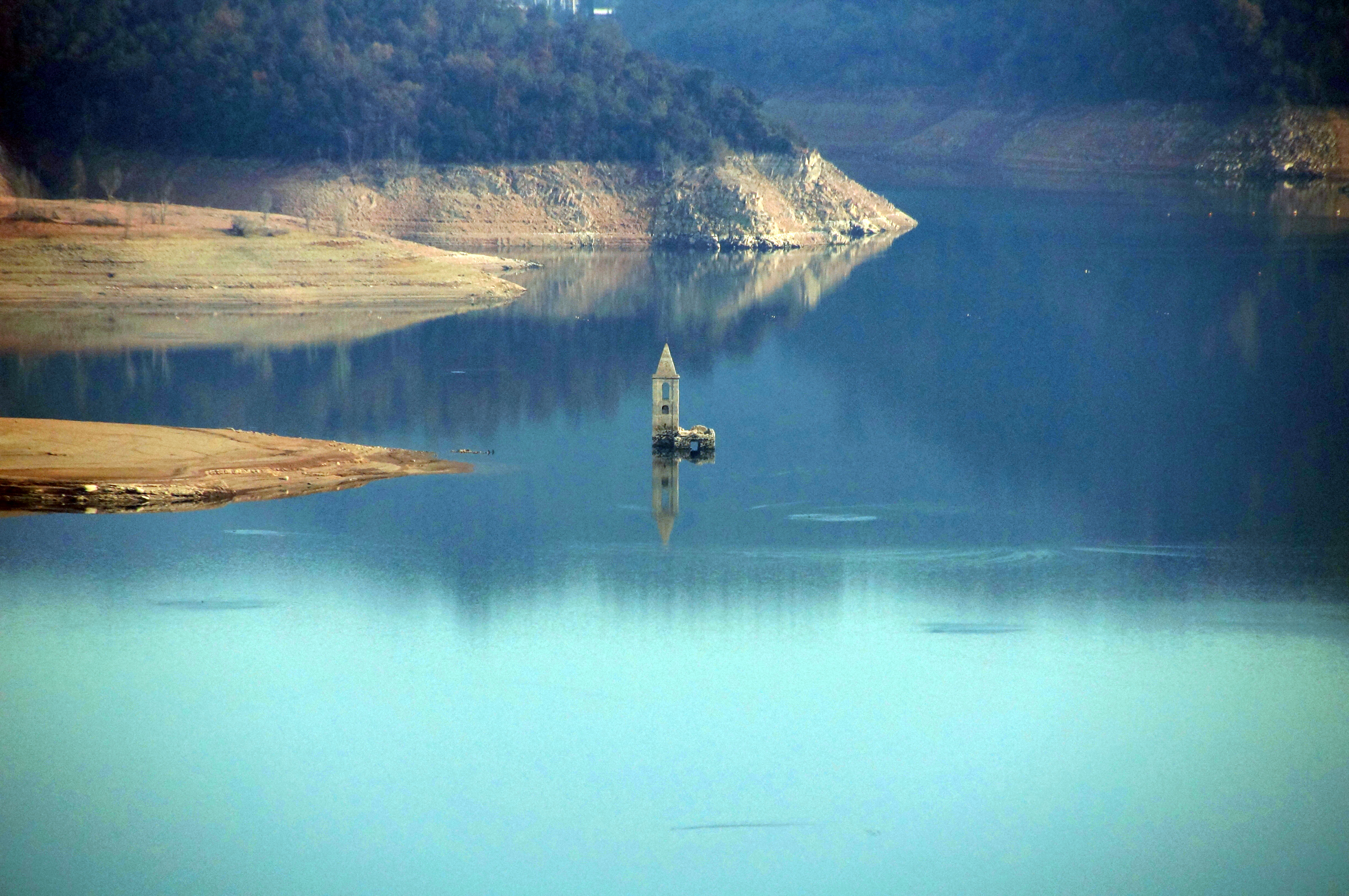
Le 7 janvier 2013
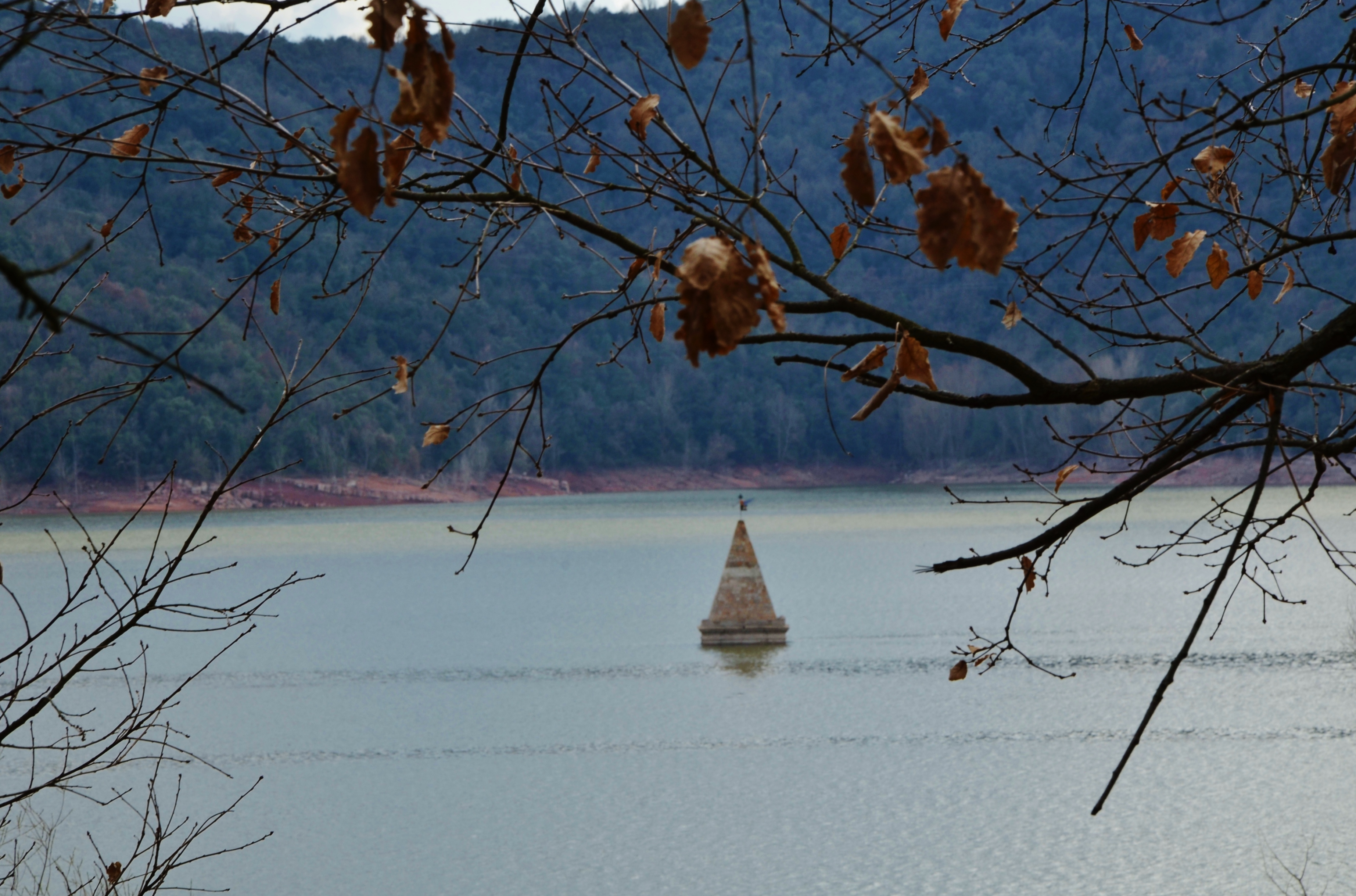
Le 28 mars 2013
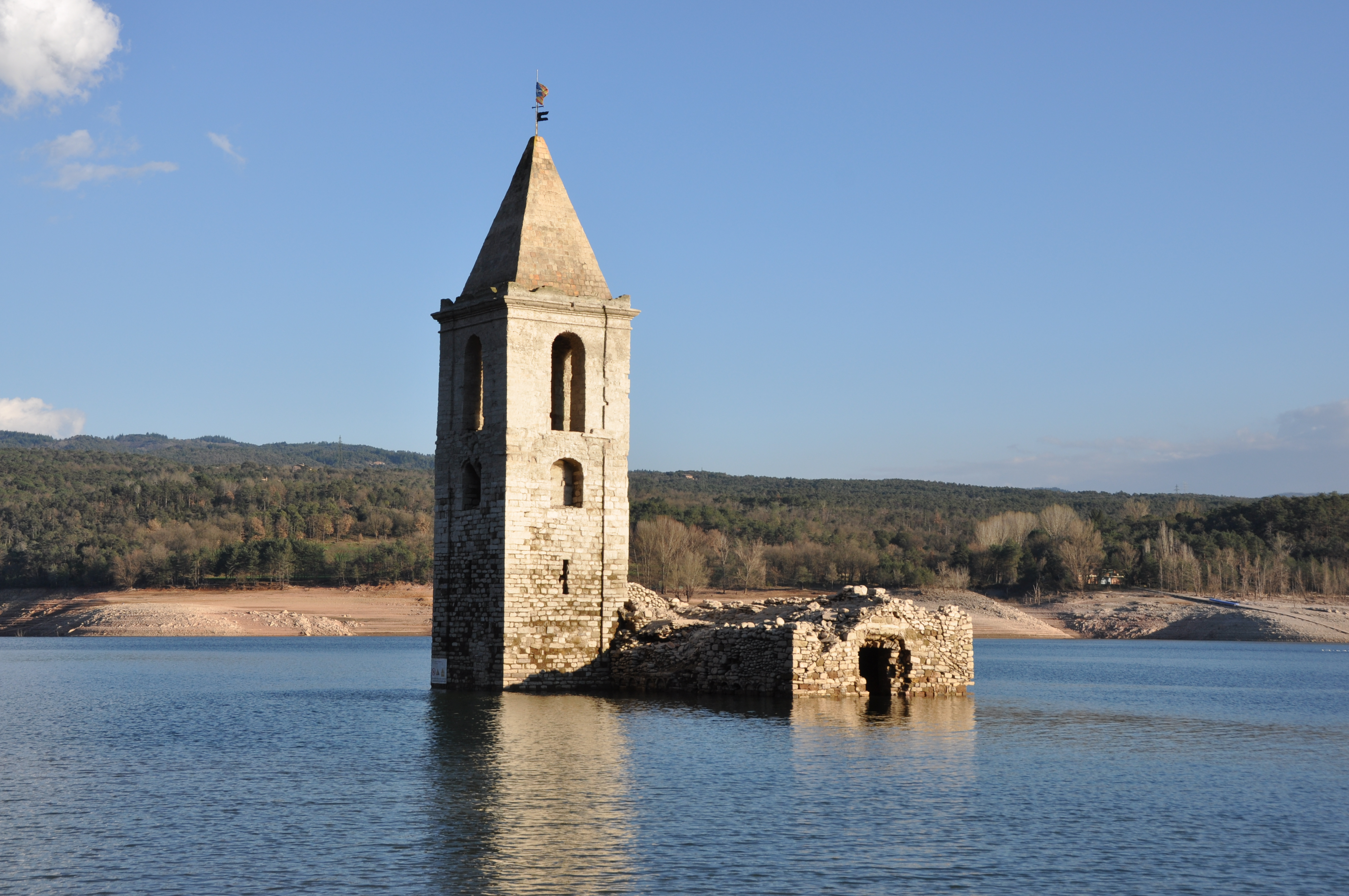
Le 23 mars 2016
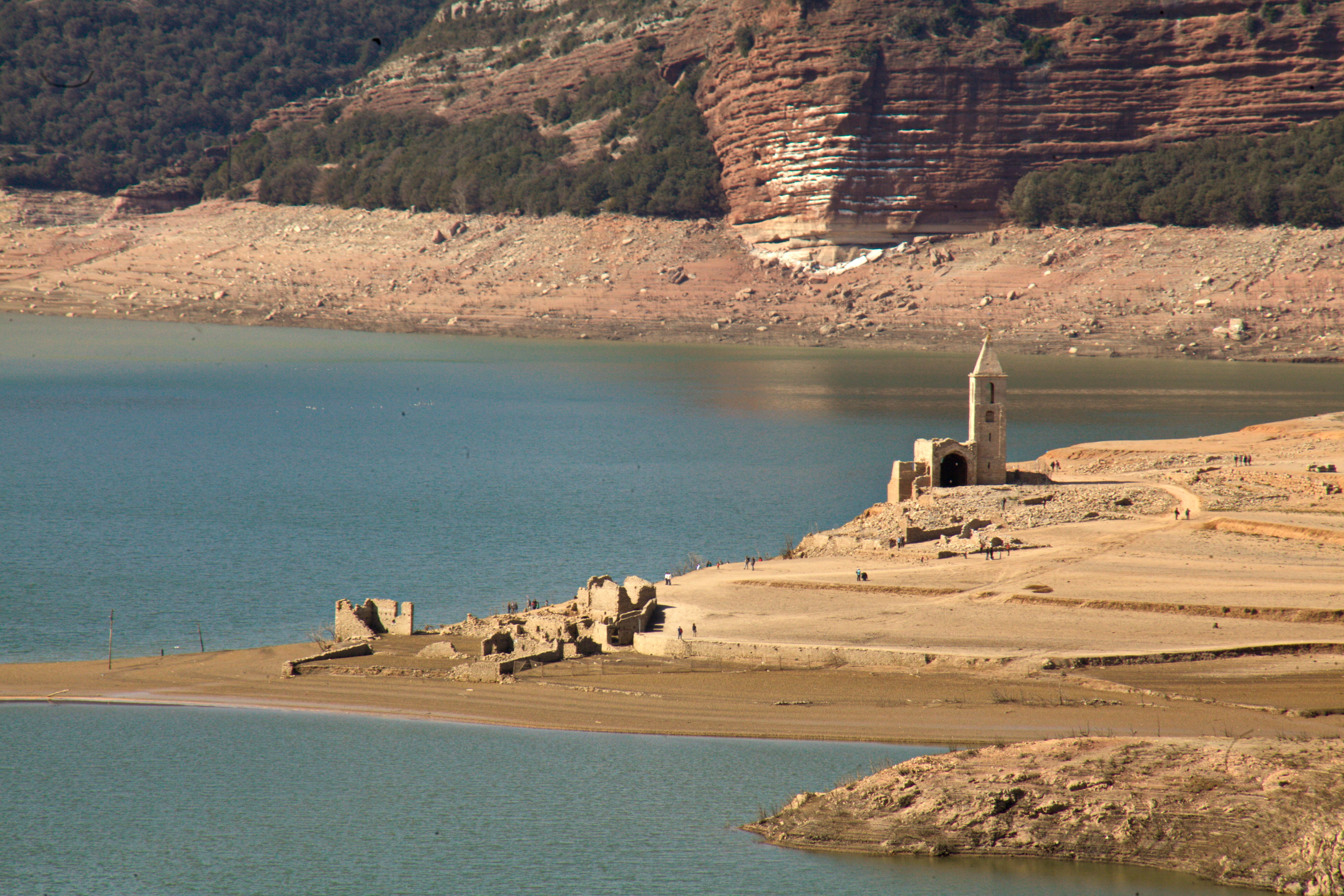
Le 11 mars 2023